# 产业医科大学医疗技术短期大学
产业医科大学医疗技术短期大学（日语：／ Sangyō Ika Daigaku Iryōgijutsu Tanki Daigaku *），简称医短，是过去一所位于日本福冈县北九州市八幡西区的私立短期大学。

## 概要

### 简介
- 短期大学为于1979年开办、由学校法人产业医科大学经营。招収男女学生到1995年、停办于1999年[1][2]。

### 历史
- 1979年 产业医科大学医疗技术短期大学成立并同时设置两个学科、以下列举。
  - 护理学科
  - 卫生技术学科
- 1982年 地区护理学专攻成立于专科。
- 1995年 最后一年招生、次年停止招生（正式停办于1999年12月22日[1]）。

## 学校环境
- 校区：在了福冈县北九州市八幡西区[注 1]

## 历任校长
- 土屋健三郎：第一代短期大学校长[3]。

## 组织

### 学科
- 护理学科
- 卫生技术学科

### 专科
| - 地区护理学专攻 |

### 业余课程
| - 没有 |

## 相关链接
- 日本短期大学列表